# Platylister castetsi
Platylister castetsi är en skalbaggsart som först beskrevs av Desbordes 1913.  Platylister castetsi ingår i släktet Platylister och familjen stumpbaggar. Inga underarter finns listade i Catalogue of Life.